# Fatih Erdin
Fatih Erdin (1º febbraio 1994) è un lottatore turco, specializzato nella lotta libera.

## Biografia
Ha rappresentato la Turchia ai Mondiali di Budapest 2018, vincendo la medaglia d'argento nel torneo dei 79 chilogrammi, dopo essere stato sconfitto in finale dallo statunitense David Morris Taylor.
Agli europei di Bucarest 2019 si è aggiudicato il bronzo negli 86 chilogrammi.

## Palmarès
- Mondiali

Budapest 2018: argento negli 86 kg.
- Europei

Bucarest 2019: bronzo negli 86 kg.